# Зудов В'ячеслав Дмитрович
В'ячеслав Дмитрович Зудов (8 січня 1942, Бор, Горьковська область — 12 червня 2024) — льотчик-космонавт СРСР.

## Біографія
Родився в сім'ї військового. Дитячі роки пройшли в селі Алфьорова Арзамаського району Нижньогородської (тоді — Горьковської) області. У 1949 році сім'я переїхала в місто Електросталь (Московська область), де В'ячеслав пішов до школи. У 1960 році закінчив середню школу № 3 міста Електросталь і вступив до Балашовського вищого військового авіаційного училища льотчиків. З 1963 року — служба в частинах військово-транспортної авіації Радянської Армії.
У 1965 році зарахований до загону радянських космонавтів. Пройшов повний курс космічної підготовки та підготовки до польотів на космічних кораблях типу «Союз». У 1970-ті роки проходив підготовку до польотів на військовій орбітальної станції типу «Алмаз». У липні і серпні 1974 року входив до екіпажі підтримки при польотах космічних кораблів «Союз-14» і «Союз-15».
З 14 по 16 жовтня 1976 разом з Валерієм Рождественським здійснив політ у космос як командир космічного корабля «Союз-23». Програма польоту передбачала роботу на борту орбітальної станції «Салют-5», проте через нештатну роботу системи зближення стиковку корабля і станції здійснити не вдалося. Через незапланованому режиму посадки спускний апарат приводнився в озері Тенгіз. Після польоту продовжував роботу в Центрі підготовки космонавтів імені Юрія Гагаріна, був командиром групи загону космонавтів.
У квітні 1980 року і в березні 1981 року входив до складу дублюючих екіпажів при польотах космічних кораблів «Союз-35» і «Союз Т-4». У 1980 році закінчив Військово-повітряну академію імені Юрія Гагаріна, потім Академію суспільних наук при ЦК КПРС. У 1987—1991 — заступник начальника політвідділу ЦПК ім. Гагаріна. З 1992 — у відставці.

## Нагороди
- Герой Радянського Союзу (Указ Президії Верховної Ради СРСР від 5 листопада 1976 року).
- Орден Леніна
- Почесний диплом імені В. М. Комарова.
- Почесний громадянин міст Бор, Гагарін, Калуга (Росія), Аркалик, Джезказган (Казахстан).